# 藤東知夏
藤東 知夏（ふじとう ちか、1985年7月16日 - ）は、日本の女性声優。合同会社MYSTAR所属。兵庫県明石市出身。

## 来歴
兵庫県立明石高等学校卒業。エイベックス・アーティスト・アカデミー、声優タレントコース修了生。
中学生の時に観た『デジモンアドベンチャー02』の影響を受けて声優になる事を志す。その後、兵庫県立明石高等学校を卒業後、大学に進学し、大学2年時より大阪府の声優養成所に通うようになるが、それから二年後、その大阪の養成所を退所し上京。エイベックス・アーティスト・アカデミーに入学し、アカデミー在籍中に初めて受けたアニメオーディション『けいおん!』で、真鍋和役に抜擢され声優デビューとなった。その後はアカデミーの課程を修了し、2015年3月31日までエイベックス・プランニング&デベロップメントに所属。一時的にフリーランスとして活動したのち、2020年3月15日まではスーパーシャークエンターテイメントに所属していた。

## 人物
特技は作詞・作曲、関西弁（明石/神戸弁）。趣味はカラオケ、TRPG、ボードゲーム。
憧れの声優は坂本千夏と折笠富美子（共に『デジモンシリーズ』出演者）。
2018年6月27日に自身のツイッターにて結婚報告を行い、2021年7月16日に同年4月に第一子を出産したことを公表した。

## 出演
太字はメインキャラクター。

### テレビアニメ
2009年
- けいおん!（2009年 - 2010年、真鍋和）- 2シリーズ

2011年
- ギルティクラウン（キョウ）

2012年
- シャイニング・ハーツ 〜幸せのパン〜（サミィ）
- ダンボール戦機W（ユキ）

2013年
- ちはやふる2（観客）

2015年
- 小森さんは断れない!（女子A 他）

2016年
- 甘々と稲妻（園児母、ママ、母）
- 大家さんは思春期!（女性店員）
- 鬼斬（村娘B、ヒロコ、オペ子B）
- くまみこ（ママ）

2018年
- あっくんとカノジョ（荘櫻子）

### 劇場アニメ
- 映画けいおん!（2011年、真鍋和）

### Webアニメ
- イロナス（2022年、小島みのり[15]）

### ゲーム
2010年
- けいおん! 放課後ライブ!!（真鍋和）
- ファイト一発! 充電ちゃん!! CC（モブキャラクター）

2011年
- データカードダス ダンボール戦機（右京寺サヤカ）

2012年
- ダンボール戦機W（ユキ）

2014年
- ヒーローズプレイスメント（伊賀こづち、大牟田三池、黒石楓華、川西賀子、御所ヶ谷祓、気多渚）

2015年
- Dash!!スシニンジャ

2016年
- ワールドクロスサーガ（ラー、アポピス、ラファエル、白虎 他）
- 鬼斬 〜日本を旅するRPG〜（ヒラリー、雨彦 他）
- ADVINITY（キサラ、アルファメアリス）
- あっきのじかん（鈴鹿御前 他）

2017年
- にゃんきつ! 〜ねこカフェすとーりー〜（お嬢ツンデレ子）

2018年
- 暁のブレイカーズ（神楽有希）
- 日替わり内室（井上通女）

2019年
- HARDCORE MECHA（アイラタニヤ・キルナ）
- 戦国少女～戦場に舞う姫たち～（立花道雪、福島正則、滝川一益、山中幸盛）
- 武士立志伝（薛宝釵、アリス、京極マリア、カリナ、妙玖）
- 異境転生：キズナ（神剣使い、他）
- モテモテ魔王の異世界冒険録（部下、魔妃）
- 王室姫蜜（馬湘蘭、董小宛、宣太后）

2020年
- 流星アサシン・武侠デスティニー（蓮華）
- AFK アリーナ（ミレイル、アンキーラ）
- 宮廷の遥映～時をかける恋～（慧貴妃 他）
- ドラゴン&ガールズ交響曲（司馬懿、玉藻前、ナポレオン、徳川家康、アンデルセン）

2021年
- アイドルエンジェルス（阿修羅、ヴィーナス、ガイア、エレボス、ネメシス、ジャンヌ・ダルク、西王母）
- 商人放浪記（鈴蘭、守真、華道家、夜猫娘）
- 夢想創業城（星野愛、璃花、陽菜）
- 不滅少女（太原雪斎、馬場信春、ポーハタン、他）
- 山海（夜雪、鎮海神女 他）

2022年
- 雄才三国（祝融、歩練師、張春華、甄姫）
- 空の勇者たち（ヴェセミル、イェファネー、ニャフ、銀月）
- アモルエポック（砲火の歌姫・カノンリーヌ、奔放な醸造家・バーガンディー、海原の真珠・パール）
- 東方アルカディアレコード（鈴仙・優曇華院・イナバ）
- きらめきパラダイス（武田美恵子、許卿如、タク、他）

2023年
- 異夢迷都 果てなき螺旋（金糸雀、天来、他）
- 商才物語〜大正ロマン百景〜（松井須磨子）

2024年
- リバース:1999（クマール）

### 吹き替え

#### 映画
- グッド・ドクター 禁断のカルテ（2012年、ダイアン・ニクソン）

#### ドラマ
- Netflix ベルサイユ（2015年 - 2017年、フランソワーズ、ボーヴェ夫人）- 2シリーズ[26]

#### アニメ
- Netflix オリジナル作品 ターザン&ジェーン（2017年 - 2018年、ジェーン）- 2シリーズ[42]

### ナレーション
- JSDA DANCE CUP2012（2012年、エントリー方法紹介映像[43]）
- JSDA ストリートダンス検定（2012年）
- スプーキードア（2016年、プロモーションビデオ[44]）
- 電波環境協議会 周知啓発用アニメーション（2018年）[45][46]

### テレビ番組
- 開運音楽堂（2011年12月3日放送分）

### ボイスドラマ
- オーディオドラマ『Alice mare』（2014年、先生幼少期、タンス 他[47][48]）
- ボイスドラマ『虚白ノ夢』（2017年、虚[49][50]）
- わたしの好きは、たぶんあいつにバレている（2021年、杉本彩音[51]）
- びしょたん! 〜監査ちゃんとかつら事件〜（2021年、早坂美雅[52]）
- 死神くんがコロしに来ました（2021年、白神祓音[53]）
- 住良木さんちの家族会議。（2021年、住良木奏叶[54]）
- ヒールアカデミーへようこそ。（2022年、シノン[55]）
- オトもラジオ「藤東知夏と一緒にお散歩」（2023年[56]）

### ドラマCD・ボイスCD
- 「けいおん！」キャラセリフかるた集 読み上げ+システムボイスCD（2010年）[57]
- ドラマCD「小説家 千葉みのりの多忙な一日」（2014年、明石うめ）4月4日 イベント会場限定[58]
- たません!〜目玉焼きには何をかけるか戦争〜（2017年、麗子[59]）
- ドラマCD『マジック消しゴム 創世記』（2019年、秋川美月[60][61]）

### コンサート・イベント・舞台
2009年
- けいおん! ライブイベント 〜レッツゴー!〜（12月30日・横浜アリーナ）

2011年
- けいおん!! ライブイベント 〜Come with Me!!〜（2月20日・さいたまスーパーアリーナ）
- Venus Voice GIG（10月16日・渋谷GUILTY）

2012年
- Venus Voice GIG Vol.2（10月21日・渋谷GUILTY）

2013年
- AniVoice PARTY 2013（2月16日・台湾台北市 Neo STUDIO）
- DreamCastTV presents 『オトノハ 〜星明りの集い〜』（5月5日・四谷天窓）
- タンバリンプロデューサーズ 『怪し会6 〜陸〜』（8月22日‐25日・もっとい不動 密蔵院）
- ゴールデン劇場 『ラストスクラム 〜ノーサイドのホイッスルがきこえない〜』 ゴールチーム（10月30日‐11月10日・劇場MOMO）
- DreamCastTV presents 『オトノハ 〜雪花の集い〜』（12月22日・恵比寿天窓.switch）

2014年
- mignon おはなし会 〜小さな命の物語〜 出張版（4月20日・東京倶楽部 目黒店）
- DreamCastTV presents 『オトノハ 〜月待ちの宴〜』（7月27日・恵比寿天窓.switch）
- タンバリンプロデューサーズ 『怪し会7 〜漆〜』（8月28日‐31日・もっとい不動 密蔵院）

2015年
- DreamCastTV presents 『DreamCastTV vol.26』（2月28日・大塚Hearts+）
- Voice for you（4月4日・吉祥寺SEATA）
- DAMEやねん×DreamCastTV 『ドリやねん！』（7月25日・吉祥寺SEATA）
- 『怪し会 八雲』 オープニングアクト（8月27日‐28日・もっとい不動 密蔵院）
- AGN@Enthena・スーパーシャークエンターテイメントプロデュース『Griffin Attract vol.1』（10月3日・渋谷VUENOS）

2016年
- 朗読ミュージカル 『あやかしの巻』（8月15日・きゅりあん 小ホール）
- DreamCastTV another edition 『DreamCastT-たいむ!@K-On!』（12月4日・大塚Hearts+）

2017年
- 『怪し会 白』（2月18日‐19日・もっとい不動 密蔵院）

2018年
- 『怪し会 拾』（3月30日、4月1日‐2日・もっとい不動 密蔵院）
- 朗読劇 『あっくんとカノジョ』 ～松尾真砂の日常～（10月25日‐26日・科学技術館サイエンスホール）

2019年
- ドラマCD『マジック消しゴム 創世記』発売お渡し会イベント（7月1日・御茶ノ水ガーデンパレス in ホワイトチャペル）

2020年
- KAZENOKO PRESENTS　朗読劇『ユメジュウヤ～キミヲ愛ス～』インターネット配信（3月27日‐28日・TACCS1179)

### その他コンテンツ
- パチンコ 『CR楓魂』（2014年、手毬[93][94]）
- 第一興商 LIVE DAM STUDIUM 『あにそんボーカル』（My Soul,Your Beats!（2015年）[95][96]）
- 日本声優統計学会 声優統計コーパス（2015年）[97][98]

## 音楽CD

### キャラクターソング
- 「けいおん!」イメージソング 真鍋和（2009年10月21日）
- 「けいおん!!」イメージソング 真鍋和（2011年1月19日）
- 『けいおん! ライブイベント〜レッツゴー!〜』LIVE CD!（2011年11月16日）
- 『けいおん!! ライブイベント 〜Come with Me!!〜』LIVE CD!（2011年11月16日）
- K-ON! MUSIC HISTORY'S BOX（2013年3月20日）

### 自主製作・同人
- 「夏色ウサギ。＊い＊」（2012年10月21日 他 イベント会場限定[99][100]）
- 「キラメキ☆shooting star！」（2013年12月22日 イベント会場限定[101]）
- 「-lien-」（2013年12月31日 コミックマーケット85 3日目、通販 他[102][103]）
- 「咲夜此花」（2014年7月27日 イベント会場限定[104]）
- 「朝顔とニワトリ」（2015年8月16日 コミックマーケット88 3日目、通販 他[105]）
- 「散華の刻」（2016年12月4日 イベント会場限定[106]）

## 執筆

### インターネット記事
- ONE CAREER 【現役声優が解説】「緊張で声が出ない」「滑舌に自信なし」　そんなアナタに贈る、就活でも使える「いい声」のつくり方（2020年1月29日）[107][108]
- ONE CAREER もう「滑舌が苦手」とは言わせない！就活生も家で簡単にできる滑舌の鍛え方【現役声優が解説】（2020年7月16日）[109][110]
- ONE CAREER 話し方を変えるだけで、志望動機に説得力が増す！？就活でも使える声の「表現力」を鍛えよう【現役声優が解説】（2020年7月16日）[111][112]